# Corynoptera facticata
Corynoptera facticata är en tvåvingeart som beskrevs av Werner Mohrig 1999. Corynoptera facticata ingår i släktet Corynoptera och familjen sorgmyggor. Inga underarter finns listade i Catalogue of Life.